# Joan Chelimo Melly
Joan Chelimo Melly (n. 10 noiembrie 1990, Uasin Gishu County⁠(d), Kenya) este o atletă cu dublă cetățenie, kenyană și română, specializată în alergări pe distanțe lungi.

## Carieră
În 2014 a câștigat competiția de semimaraton la Wachau și la Semimaratonul de la Cardiff.
În 2017, a încheiat pe locul al doilea la Semimaratonul Eldoret și a câștigat Semimaratonul de la Berlin. Un loc al doilea în cursa de 15 km din Le Puy-en-Velay a fost urmat de o victorie la BAA 10K (Boston) iar un loc al doilea la Semimaratonul de la Copenhaga a fost urmat de un triumf la Semimaratonul de la Boston.
Din 2018 este legitimată la clubul sportiv CSA Steaua București și este pregătită de antrenorul român Carol Șanta.
În 2018, a ocupat locul patru la Semimaratonul Ras al-Khaimah, locul trei la Semimaratonul de la Copenhaga, a câștigat Semimaratonul de la Praga și Cursa Montferland (15 km) din 's-Heerenberg (Olanda).
La semimaratonul din 27 octombrie 2019 de la Valencia, Chelimo Melly s-a clasat pe locul al treilea, cu timpul de o oră, 6 minute și 9 secunde, fiind devansată doar de Senbere Teferi din Etiopia (1h 5min 32sec) și olandeza Sifan Hassan (1h 5min 53sec). La începutul lunii decembrie, ea s-a clasat pe locul doi, în urma lui Tsigie Gebreselama (Etiopia), în cursa exigentă Montferland Run pe 15 km în 's-Heerenberg, Olanda.
În aprilie 2022, Joan Chelimo Melly a câștigat Maratonul Internațional de la Seul cu un nou record  al României de 2:18:04 h, doborând recordul deținut de Constantina Diță din 2005.
În decembrie 2023, a încheiat maratonul de la Valencia cu timpul de 2h 24:16 și s-a calificat la Jocurile Olimpice de la Paris.
Pe 3 martie 2024 s-a impus în Semimaratonul de la Paris cu timpul de o oră 6 minute și 58 de secunde, nou record al României. La Campionatul European de la Roma a cucerit medalia de argint la semimaraton. În același an a participat la Jocurile Olimpice, dar a fost nevoită să abandoneze maratonul de la Paris.

## Viața personală
Pe 13 mai 2021 a depus jurământul de credință față de România, primind cetățenia română.

## Recorduri personale
| Probă       | Performanță | Dată            | Loc   |
| ----------- | ----------- | --------------- | ----- |
| Semimaraton | 1:05:04     | 7 aprilie 2018  | Praga |
| Maraton     | 2:18:04     | 17 aprilie 2022 | Seul  |